# Ctenosciara lutea
Ctenosciara lutea är en tvåvingeart som först beskrevs av Johann Wilhelm Meigen 1804.  Ctenosciara lutea ingår i släktet Ctenosciara och familjen sorgmyggor.
Artens utbredningsområde är Tyskland. Arten är reproducerande i Sverige. Inga underarter finns listade i Catalogue of Life.